# Yulgok-dong
Yulgok-dong (koreanska: 율곡동)  är en stadsdel i staden Gimcheon i provinsen Norra Gyeongsang i den centrala delen av Sydkorea, 190 km sydost om huvudstaden Seoul.